# Give Sogn
Give Sogn er et sogn i Grene Provsti (Ribe Stift).
I 1800-tallet var Give Sogn anneks til Ringive Sogn. Begge sogne hørte til Nørvang Herred i Vejle Amt. Trods annekteringen udgjorde de hver sin sognekommune. Ved kommunalreformen i 1970 indgik både Give og Ringive i Give Kommune, som ved strukturreformen i 2007 blev indlemmet i Vejle Kommune.
I 1954 blev Vorslunde Kirke indviet og i 1956 blev Farre Kirke indviet. Dermed blev Vorslunde og Farre kirkedistrikter i Give Sogn. I 2010 blev de udskilt fra Give Sogn som Vorslunde Sogn og Farre Sogn.
I Give Sogn ligger Give Kirke.
I sognet findes følgende autoriserede stednavne:
- Amager (bebyggelse)
- Brandbjerg (bebyggelse)
- Bregnhoved (bebyggelse, ejerlav)
- Bæksgård (bebyggelse, ejerlav)
- Bøllund (bebyggelse)
- Farre (bebyggelse, ejerlav)
- Frederiksberg (bebyggelse)
- Give (stationsby)
- Hedegård (bebyggelse, ejerlav)
- Hjortsballe (bebyggelse)
- Højgård (bebyggelse, ejerlav)
- Lille Vorslunde (bebyggelse, ejerlav)
- Lyngby (bebyggelse)
- Ramskov (bebyggelse)
- Rævlingmose (bebyggelse)
- Store Vorslunde (bebyggelse, ejerlav)
- Søndersthoved (bebyggelse, ejerlav)
- Ullerup (bebyggelse, ejerlav)
- Vemmelund (bebyggelse, ejerlav)
- Vibjerg (bebyggelse)
- Øgelund (bebyggelse)